# Gustaf Lindblom
Gustaf "Topsy" Lindblom (3. prosince 1891, Kristinehamn – 26. dubna 1960 Stockholm) byl švédský atlet, olympijský vítěz v trojskoku.
Před olympiádou v roce 1912 dvakrát zlepšil národní rekord v trojskoku až na výkon 14,45 m. V samotné olympijské soutěži skočil prvním pokusem 14,76 m, což znamenalo vítězství.
Přezdívku Topsy dostal podle slona uprchlého z cirkusu, kterého pomáhal chytit.